# Кириазис, Ник
Ни́колас Майкл «Ник» Кириази́с (англ. Nicholas Michael «Nick» Kiriazis); род. 9 июня 1969, Мадисон, Висконсин, США) — американский теле- и киноактёр, и продюсер. Наиболее известен по роли отца Антонио Торреса в мыльной опере: «Любовь и тайны Сансет Бич» (1990-е).

## Биография
Имеет греческие, а также французские и немецкие корни.
Окончил Университет штата Нью-Йорк в Стоуни-Брук.

## Фильмография

### Актёр
- 1996 — Беверли-Хиллз, 90210 — Принц Карл
- 1996 — Жестяной кубок — парень в баре
- 1996 — Wings — Дилан
- 1997 — George and Leo
- 1998 — Sunset Beach: Shockwave — Отец Антонио Торрес
- 1999 — The Velocity of Gary — бармен (в титрах не указан)
- 1998—1999 — Любовь и тайны Сансет Бич — Отец Антонио Торрес
- 2000 — Eventual Wife — Ричард
- 2001 — Титаны — Брайан
- 2001 — V.I.P. — Дамиан Кейн
- 2001 — Boston Public — Мистер Ландис
- 2002 — Фрейзер — Клинт
- 2002 — Лорел Каньон — Джастин
- 2002 — Провиденс
- 2003 — Зачарованные — Эван
- 2003 — Wide and Open Spaces — Трэвис
- 2004 — Back When We Were Grownups — Джо
- 2005 — The Food Chain: A Hollywood Scarytale — Девон Кейси
- 2005 — Widowmaker — Шон
- 2005 — 4исла — Роб Эванс
- 2007 — C.S.I.: Место преступления Нью-Йорк — прокурор
- 2007 — Главный госпиталь — Рик Лансинг
- 2007 — Грязные мокрые деньги — Джорджио
- 2007 — Primal Doubt — Трэвис Фримен
- 2008 — Супергеройское кино — полицейский
- 2009 — Desert Vows — Рич
- 2011 — Закон и порядок: Лос-Анджелес — Джордж Патрик
- 2011 — Защитница — Джейсон Кинг
- 2012 — Matchmaker Santa — Билл Хоган
- 2012 — Дерзкие и красивые — адвокат